# 鈍葉走燈蘚
鈍葉走燈蘚（学名：[Plagiomnium rostratum] 错误：{{Lang}}：文本有斜体标记（帮助））为提燈蘚科走燈蘚屬下的一个种。

## 扩展阅读
- 維基物種上的相關：鈍葉走燈蘚